# الصيف الأحمر
الصيف الأحمر هي فترة في منتصف عام 1919 نشط خلالها إرهاب التفوق الأبيض وأعمال شغب عنصرية في أكثر من ثلاثين مدينة في جميع أنحاء الولايات المتحدة، وفي مقاطعة ريفية واحدة في أركنساس. ومصطلح «الصيف الأحمر» صاغه ناشط الحقوق المدنية والمؤلف جيمس ويلدون جونسون، الذي عمل كسكرتير ميداني للجمعية الوطنية للنهوض بالملونين (إن إيه إيه سي بّي) منذ عام 1916. وفي عام 1919 نظم احتجاجات سلمية ضد العنف العنصري.
في معظم الحالات تكونت الهجمات من أعمال عنف للبيض ضد السود. ودافع العديد من الأمريكيين الأفارقة عن أنفسهم، لا سيما في أعمال الشغب العرقية في شيكاغو وواشنطن العاصمة، والتي أسفرت عن 38 و15 حالة وفاة على التوالي، إلى جانب العديد من الإصابات، وأضرار جسيمة في الممتلكات في شيكاغو. ومع ذلك وقع أكبر عدد من الوفيات في المناطق الريفية حول إلين في أركنساس، حيث قُتل نحو 100-240 من السود وخمسة من البيض - وهو حدث يُعرف الآن باسم مجزرة إلين.
تطورت أعمال الشغب المناهضة للسود من مجموعة متنوعة من التوترات الاجتماعية التي أعقبت الحرب العالمية الأولى، والتي تعلقت بشكل عام بتسريح كل من السود والبيض من أفراد القوات المسلحة للولايات المتحدة بعد الحرب العالمية الأولى؛ والركود الاقتصادي وزيادة المنافسة في أسواق العمل والإسكان بين الأمريكيين من أصل أوروبي والأمريكيين الأفارقة. وقد تميز الوقت أيضًا بالاضطرابات العمالية، التي استخدم فيها بعض الصناعيين أشخاصًا سود كمفسدين للإضراب، ما زاد من نقمة العمال البيض.
وثقت أعمال الشغب والقتل على نطاق واسع من قبل الصحافة، والتي كانت إلى جانب الحكومة الفيدرالية تخشى التأثير الاشتراكي والشيوعي على حركة الحقوق المدنية السوداء في ذلك الوقت بعد الثورة البلشفية عام 1917 في روسيا. كما قلقوا من اللاسلطويين الأجانب الذين فجروا منازل وأعمال شخصيات بارزة وقادة حكوميين.

## الخلفية

### الهجرة الكبرى
مع تعبئة القوات للحرب العالمية الأولى، ومع قطع الهجرة من أوروبا، عانت المدن الصناعية في شمال شرق أمريكا والغرب الأوسط من نقص حاد في العمالة. نتيجة لذلك بدأ الصناعيون الشماليون يوظفون الأشخاص من جميع أنحاء الجنوب، ما أدى إلى نزوح جماعي للعمال.
بحلول عام 1919 هاجر ما يقدر بنحو 500.000 أمريكي من أصل أفريقي من جنوب الولايات المتحدة إلى المدن الصناعية في الشمال الشرقي والغرب الأوسط في الموجة الأولى من الهجرة الكبرى (التي استمرت حتى عام 1940). وشغل العمال الأمريكيون الأفارقة مناصب جديدة أثناء توسيع الصناعات، مثل السكك الحديدية، بالإضافة إلى العديد من الوظائف التي كان يشغلها سابقًا البيض. وفي بعض المدن جرى توظيفهم كمفسدين للإضرابات، خاصة أثناء إضرابات عام 1917. وزاد هذا الاستياء من السود بين العديد من البيض من الطبقة العاملة والمهاجرين والجيل الأول من الأمريكيين.

### العنصرية والرعب الأحمر
في صيف عام 1917 اندلعت أعمال شغب عنصرية عنيفة ضد السود بسبب التوترات العمالية في شرق سانت لويس في إيلينوي وهيوستن في تكساس. وفي أعقاب الحرب أدى التسريح السريع للجيش دون خطة لاستيعاب قدامى المحاربين في سوق العمل، وإزالة ضوابط الأسعار، إلى البطالة والتضخم الذي أدى إلى زيادة المنافسة على الوظائف. وكانت الوظائف صعبة للغاية بالنسبة للأميركيين الأفارقة للوصول إلى الجنوب بسبب العنصرية والفصل العنصري.
أثناء الرعب الأحمر الأول في 1919-1920، بعد الثورة الروسية عام 1917، سرعان ما تبعت المشاعر المناهضة للبلاشفة في الولايات المتحدة المشاعر المعادية لألمانيا التي نشأت في سنوات الحرب. وخشي العديد من السياسيين والمسؤولين الحكوميين، إلى جانب الكثير من الصحافة والعامة، من محاولة وشيكة للإطاحة بالحكومة الأمريكية لإنشاء نظام جديد على غرار نظام السوفييت. ونظرت السلطات بقلق إلى دعوة الأمريكيين الأفارقة للمساواة العرقية، وحقوق العمال، وحقوق ضحايا الشغب في الدفاع عن أنفسهم. وفي محادثة خاصة في مارس عام 1919، قال الرئيس وودرو ويلسون إن «الزنجي الأمريكي العائد من الخارج سيكون أعظم وسيلة لنا لنقل البلشفية إلى أمريكا». وعبّر بيض آخرون عن مجموعة واسعة من الآراء، وتوقع بعضهم أوقاتًا غير مستقرة والبعض الآخر لم يرَ أي علامات توتر.

في أوائل عام 1919 كتب الدكتور جورج إدموند هاينز، وهو معلم يعمل كمدير للاقتصاد الزنجي في وزارة العمل الأمريكية: «إن عودة الجندي الزنجي إلى الحياة المدنية هي واحدة من أكثر القضايا حساسية وصعوبة التي تواجه الأمة، من الشمال إلى الجنوب». كتب أحد المحاربين السود رسالة إلى محرر صحيفة شيكاغو ديلي نيوز يقول إن قدامى المحاربين السود العائدين «أصبحوا الآن رجالًا جددًا ورجالًا ينتمون إلى العالم. وإمكانياتهم في التوجيه والقيادة والاستخدام الصادق والقوة لا حدود لها، فقط يجب أن يتلقوا التعليمات ويقودوا. لقد استيقظوا، لكنهم لم يتوصلوا بعد إلى التصور الكامل لما استيقظوا عليه». رأى دبليو إي بي دو بويز، المسؤول في الجمعية الوطنية للنهوض بالملونين ومحرر مجلتها الشهرية، فرصة: 
من قبل إله السماء، نحن جبناء وأغبياء إذا انتهت الحرب الآن، فنحن لا نحشد كل ذرة من عقولنا وعضلاتنا لنخوض معركة أكثر صرامة وأطول لا تنتهي ضد قوى الجحيم في أرضنا.

### الأحداث
في خريف عام 1919 بعد الصيف المليء بالعنف، قدم جورج إدموند هاينز تقريرًا عن الأحداث كمقدمة لتحقيق من قبل اللجنة القضائية في مجلس الشيوخ الأمريكي. وحدد 38 من أعمال الشغب العنصرية المنفصلة ضد السود في مدن متفرقة على نطاق واسع، حيث هاجم البيض السود. على عكس أعمال الشغب العنصرية السابقة ضد السود في تاريخ الولايات المتحدة، كانت أحداث عام 1919 من بين أولى الأحداث التي صد فيها السود هجمات البيض وقاوموا. ودافع أ. فيليب راندولف علانية عن حق السود في الدفاع عن النفس، وهو ناشط في الحقوق المدنية وزعيم تنظيم أخوية حمالي عربات النوم.
بالإضافة إلى ذلك، أفاد هاينز أنه بين 1 يناير و14 سبتمبر من عام 1919، أعدمت عصابات البيض ما لا يقل عن 43 أمريكيًا من أصل أفريقي دون محاكمة، مع شنق 16 وإطلاق النار على آخرين؛ وإحراق 8 رجال أخرين. وقد كانت الولايات غير راغبة في التدخل أو مقاضاة جرائم القتل الجماعي هذه. وفي مايو بعد أول حوادث عنصرية خطيرة، نشر دبليو إي بي دو بويز مقالته «الجنود العائدون»: 
نعود من عبودية اللباس العسكري التي طلب منا جنون العالم أن نرتديها لحرية الزي المدني. ونقف مرة أخرى لننظر إلى أمريكا بصراحة في وجهها ونسمي الأشياء بأسمائها الحقيقية. نحن نغني: إن بلدنا هذا، على الرغم من كل ما فعلته أرواحه الطيبة وما حلمت به، ما زال أرضًا مخزية.
نعود.
نعود من القتال.
نعود إلى القتال.